# Gråsej
Gråsej (Pollachius virens) eller enbart sej är en stor, kraftig fiskart i ordningen torskartade fiskar (Gadiformes). 

## Utseende
Den liknar torsken men saknar skäggtöm. Gråsejen har tre ryggfenor och två analfenor. Ryggen är olivgrön eller grågrön, med något ljusare sidor och silvergrå buk. Underkäken är längre än överkäken och fisken har en rät sidolinje och en djupt inskuren stjärtfena.

## Ekologi
Fiskarna lever i stim och kan bli upp till 130 centimeter långa och väga upp till 32 kg om de får leva riktigt länge (uppåt trettio år). En vanligare storlek är ett till tre kilogram, men större vid Lofoten. Gråsejen äter fiskyngel, sill, skarpsill och kräftdjur. Leken sker i januari till maj.

## Utbredning
Gråsej finns längs svenska västkusten, norska kusten, i Nordsjön, kring Brittiska öarna samt i Biscayabukten. Den är allmän i Nordsjön, Skagerrak och Kattegatt, men mindre vanlig i Öresund. I Östersjön förekommer den nästan inte alls.
Ytterligare populationer hittas i västra Atlanten från North Carolina över Hudson Strait till sydvästra Grönland. Öster om Grönland fortsätter utbredningsområdet över Spetsbergen till Barents hav. Gråsej kan dyka till ett djup av 200 meter.

## Gråsej som matfisk
Den är en vanlig matfisk, med en smak som liknar den andra arten i släktet Pollachius, lyrtorsk, men med ett gråaktigt och lite grövre kött. Förekommer ofta i mald form eller behandlad form, som fiskpinnar, gratänger och så vidare. Gråsejen är en mager fisk och därmed nästan fettfri.
Gråsej är ekonomiskt en av de viktigare fiskarna i Sverige. Inlagd på burk och rökt har den sålts under benämningen havslax.

## Status
Industriellt fiske är det största hotet mot beståndet. I nordöstra Atlanten är fiske på arten inte lika vanligt som före 2000-talet. Populationen har därför återhämtad sig i europeiska vatten. IUCN listar det europeiska beståndet av gråsej som livskraftig (LC).